# УЕФА квалификације за Светско првенство у фудбалу за жене 2023 — група А
Група А, квалификационог такмичења УЕФА за Светско првенство у фудбалу за жене 2023. се састојала од пет репрезентација: Шведске, Финске, Републике Ирске, Словачке и Грузије. Састав девет група у квалификационој групној фази одређен је жребом одржаним 30. априла 2021. са тимовима који су били носиоци према рангу коефицијената.
Група се играла у кругу, као домаћин и у гостима, између 17. септембра 2021. и 6. септембра 2022. са паузом за Европско првенство за жене 2022. у јулу. Победнице група су се квалификовале на завршни турнир, док су другопласиране прочле у плеј-оф другог кола ако су биле једна од три најбоља другопласираних у свих девет група (рачунајући резултате против петопласиране екипе).

## Табела
| Pos | Тим             | О | П | Н | И | ГД | ГП | ГР  | Бод. | Qualification    |
| --- | --------------- | - | - | - | - | -- | -- | --- | ---- | ---------------- |
| 1   | Шведска         | 8 | 7 | 1 | 0 | 32 | 2  | +30 | 22   | СП за жене 2023. |
| 2   | Република Ирска | 8 | 5 | 2 | 1 | 26 | 4  | +22 | 17   | Плеј-оф          |
| 3   | Финска          | 8 | 3 | 1 | 4 | 14 | 12 | +2  | 10   |                  |
| 4   | Словачка        | 8 | 2 | 2 | 4 | 9  | 9  | 0   | 8    |                  |
| 5   | Грузија         | 8 | 0 | 0 | 8 | 0  | 54 | −54 | 0    |                  |

## Утакмице
Сва времена су CET/CEST, како наводи УЕФА (локална времена, ако се разликују, она су у загради).
| Словачка | 0 : 1                           | Шведска   |
| -------- | ------------------------------- | --------- |
|          | Извештај (ФИФА) Извештај (УЕФА) | Релфе 10’ |

| Финска                 | 2 : 1                           | Словачка       |
| ---------------------- | ------------------------------- | -------------- |
| Енгман 37’ · Елинг 68’ | Извештај (ФИФА) Извештај (УЕФА) | Миколајова 63’ |

| Шведска                                                | 4 : 0                           | Грузија |
| ------------------------------------------------------ | ------------------------------- | ------- |
| Ангелдал 40’ · Ериксон 45+4’ · Сегер 84’ (пен.), 90+3’ | Извештај (ФИФА) Извештај (УЕФА) |         |

| Грузија | 0 : 3                            | Финска                                        |
| ------- | -------------------------------- | --------------------------------------------- |
|         | Извештај (ФИФА) Извештај (УЕФА)) | Селстрем 17’ · Франси 68’ · Аланен 71’ (пен.) |

| Република Ирска | 0 : 1                            | Шведска         |
| --------------- | -------------------------------- | --------------- |
|                 | Извештај (ФИФА)) Извештај (УЕФА) | Квин 39’ (а.г.) |

| Словачка                       | 2 : 0                           | Грузија |
| ------------------------------ | ------------------------------- | ------- |
| Миколајова 38’ · Шурновска 40’ | Извештај (ФИФА) Извештај (УЕФА) |         |

| Финска     | 1 : 2                           | Република Ирска            |
| ---------- | ------------------------------- | -------------------------- |
| Енгман 52’ | Извештај (ФИФА) Извештај (УЕФА) | Коноли 10’ · О'Саливан 56’ |

| Шведска                | 2 : 1                           | Финска       |
| ---------------------- | ------------------------------- | ------------ |
| Ролфе 11’ · Хартиг 80’ | Извештај (ФИФА) Извештај (УЕФА) | Салстрем 29’ |

| Република Ирска | 1 : 1                           | Словачка      |
| --------------- | ------------------------------- | ------------- |
| Мекабе 65’      | Извештај (ФИФА) Извештај (УЕФА) | Шурновска 47’ |

| Шведска                              | 3 : 0                           | Словачка |
| ------------------------------------ | ------------------------------- | -------- |
| Хартиг 19’ · Ролфе 59’ · Илестед 69’ | Извештај (ФИФА) Извештај (УЕФА) |          |

| Република Ирска | 11 : 0                          | Грузија |
| --- | ------------------------------- | ------- |
| Бебија 4’ (а.г.) · Каруса 21’ · Квин 37’ · О'Суливан 45+4’, 58’, 62’ · Мекабе 70’ (пен.), 73’ · Нунан 82’ · Барет 89’ · Калдвел 90+2’ | Извештај (ФИФА) Извештај (УЕФА) |         |

| Грузија | 0 : 15                          | Шведска |
| ------- | ------------------------------- | --- |
|         | Извештај (ФИФА) Извештај (УЕФА) | Ролфе 3’ · Ејнђелдал 8’, 32’, 39’ · Блекстениус 15’, 21’ · Сембрант 18’ · Илестед 27’ · Андерсон 29’ · Хуртиг 35’, 42’ · Бломквист 67’ · Аслани 76’, 81’ (пен.) · Ског 90+4’ |

| Словачка      | 1 : 1                           | Финска     |
| ------------- | ------------------------------- | ---------- |
| Шурновска 16’ | Извештај (ФИФА) Извештај (УЕФА) | Херенен 6’ |

| Финска                                                                                     | 6 : 0                           | Грузија |
| ------------------------------------------------------------------------------------------ | ------------------------------- | ------- |
| Аланен 24’ · Суманен 35’ (пен.), 65’ · Енгман 39’ · Каланандзе 55’ (а.г.) · Данијелсон 73’ | Извештај (ФИФА) Извештај (УЕФА) |         |

| Шведска    | 1 : 1                           | Република Ирска |
| ---------- | ------------------------------- | --------------- |
| Аслани 79’ | Извештај (ФИФА) Извештај (УЕФА) | Мекабе 44’      |

| Грузија | 0 : 9                           | Република Ирска                                                                              |
| ------- | ------------------------------- | -------------------------------------------------------------------------------------------- |
|         | Извештај (ФИФА) Извештај (УЕФА) | Мекабе 6’, 45+2’, 75’ · Фахи 13’ · Коноли 19’ · Квин 49’, 73’ · Ларкин 82’ · О'Саливен 90+3’ |

| Грузија | 0 : 4                           | Словачка                                                  |
| ------- | ------------------------------- | --------------------------------------------------------- |
|         | Извештај (ФИФА) Извештај (УЕФА) | Хмирова 1’ · Фишерова 17’ · Шурновска 63’ · Војтекова 79’ |

| Република Ирска | 1 : 0                           | Финска |
| --------------- | ------------------------------- | ------ |
| Ег 54’          | Извештај (ФИФА) Извештај (УЕФА) |        |

| Финска | 0 : 5                           | Шведска                                                                   |
| ------ | ------------------------------- | ------------------------------------------------------------------------- |
|        | Извештај (ФИФА) Извештај (УЕФА) | Блекстениус 17’ · Хуртиг 29’ · Сембрант 63’ · Бломквист 68’ · Ролфе 90+2’ |

| Словачка | 0 : 1                           | Република Ирска |
| -------- | ------------------------------- | --------------- |
|          | Извештај (ФИФА) Извештај (УЕФА) | О'Саливен 37’   |

## Голгетерке
Укупно је постигнуто  81 голова у 20 утакмица, с просеком од 4.05 гола по утакмици.
7 голова
- Кети Мекабе

6 голова
- Денисе О'Саливен

5 голова
- Лина Хуртиг
- Фридолина Ролфе

4 гола
- Мартина Шурковска
- Филипа Ањелдал

1 аутогол
- Маико Бебија (против Републике Ирске)
- Марјам Каландадзе (против Финске)
- Луиз Квин (против Шведске)

## Белешке
1. ↑  CEST (УТЦ+2) за датуме између 28. марта и 31. октобра 2021. и између 27. марта и 30. октобра 2022., и CET (УТЦ+1) за све остале датуме.
2. ↑  На захтев ФАИ,утакмица је померена за 17. септембар 2021.[4]